# یواس‌اس پرستیژ (ای‌ام‌سی-۹۷)
یواس‌اس پرستیژ (ای‌ام‌سی-۹۷) (به انگلیسی: USS Prestige (AMc-97)) یک کشتی بود که طول آن ۹۷ فوت (۳۰ متر) بود. این کشتی  در سال ۱۹۴۱ ساخته شد.